# Robert Défossé
Robert Défossé (19 de junho de 1909 - 30 de agosto de 1973) foi um futebolista francês. Ele competiu na Copa do Mundo FIFA de 1934, sediada na Itália.

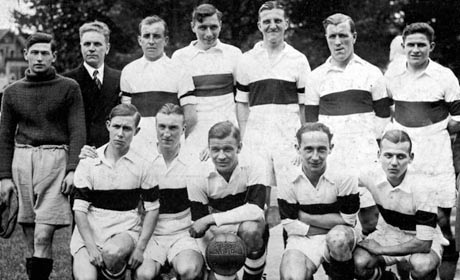
Equipe de 1933